# Steinar Bråten
Pour les articles homonymes, voir Braaten.
Steinar Bråten (né le 17 septembre 1962 à Drangedal) est un ancien sauteur à ski norvégien.

## Palmarès

### Jeux Olympiques
| Épreuve / Édition | Sarajevo 1984 |
| Petit Tremplin    | 18e           |

### Coupe du Monde
- Meilleur classement final: 6e en 1983.
- 1 victoire.

#### Saison par saison
| Année | Lieu           |
| 1983  | Oslo (Norvège) |

## Lien
- Ressources relatives au sport :   - Fédération internationale de ski (saut à ski)
  - Olympedia